# Latrodectus menavodi
Latrodectus menavodi is een spin uit de familie der kogelspinnen. Ze komt alleen voor op Madagaskar.
Het cephalothorax is aanvankelijk amberkleurig, maar wordt steeds bruiner door het ouder worden. Het abdomen eindigt in een spitse punt, waar de spintepels zitten.